# 镁合金
镁合金是镁与其他金属構成的混合物（合金），通常镁合金是由镁與铝、锌、锰、硅、铜、稀土和锆等組成。镁合金具有六方晶格结构。基本上鎂合金可以適用於几乎所有的铸造工艺，通過這些工藝都可讓鎂合金铸造成型。汽车上的许多部件都由镁合金製成，一些相机机身也由镁合金製成。